# Campylopus ellipticus
Campylopus ellipticus là một loài rêu trong họ Dicranaceae. Loài này được Turner Brid. mô tả khoa học đầu tiên năm 1819.